# Pałac w Siekierowicach
Pałac w Siekierowicach – wybudowany w początkach XX w. w Siekierowicach.

## Położenie
Pałac położony jest we wsi w Polsce, w województwie dolnośląskim, w powiecie oleśnickim, w gminie Dobroszyce.

## Historia
Obiekt jest częścią zespołu pałacowego, w skład którego wchodzą jeszcze: park z XVIII w., zmiany  w połowie XIX w.; zabudowania gospodarcze z XIX/XX w.